# Macbeth

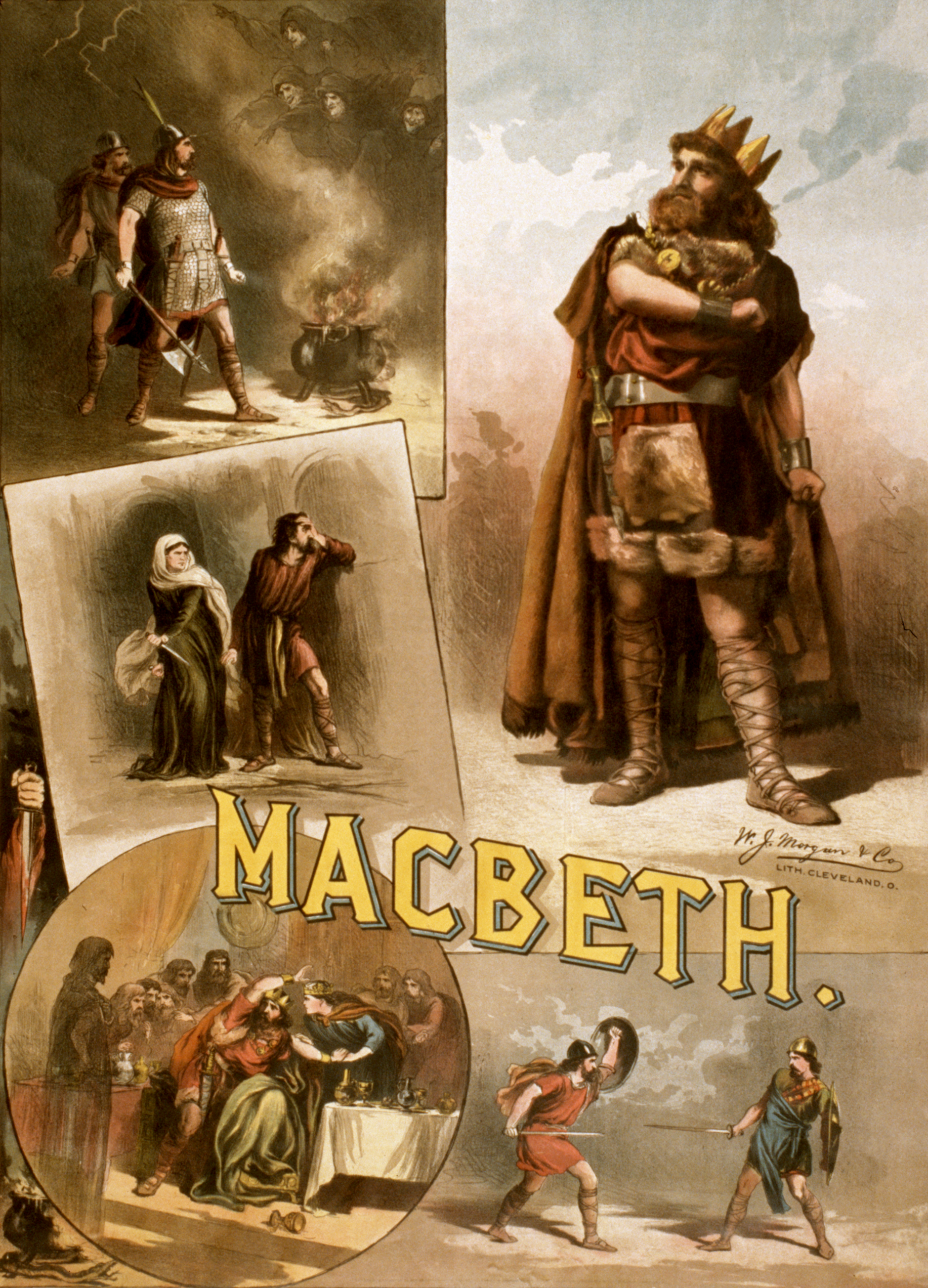
Macbeth, plakát k americkému představení okolo roku 1884 zachycující některé z nejdůležitějších scén hry.

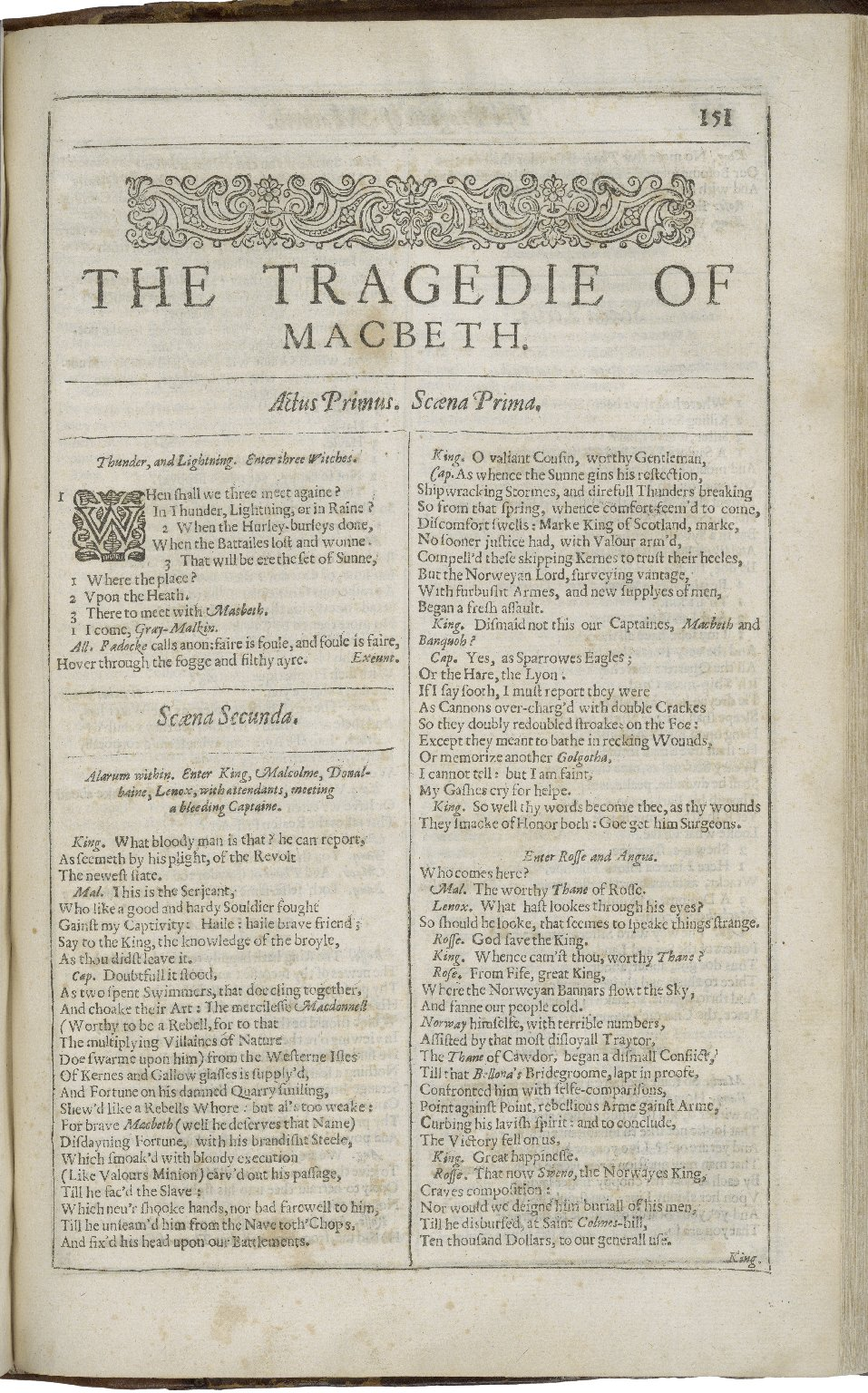

Macbeth (anglicky The Tragedy of Macbeth) je tragédie Williama Shakespeara z roku 1606. Hra je inspirována historickou postavou skotského krále Macbetha I., ale mezi touto historickou postavou a jejím Shakespearovým pojetím je značný rozdíl. Macbeth se z jednoho z nejoblíbenějších skotských panovníků proměnil v tyrana a uzurpátora až cca 300 let po své smrti a od konce 14. století byl takto mylně vnímán všemi kronikáři a historiky.
Shakespeare čerpal z dostupných pramenů své doby a nelze mu vyčítat historickou nepřesnost v jeho divadelní hře. Hodnocení doby a osob, zachycených ve hře, bylo hodnocením dávnověkého Skotska z pohledu alžbětinské Anglie, která měla jako každá doba své předsudky. Shakespeare hru napsal na počest nového krále Jakuba I., v jehož osobě došlo ke sjednocení skotského a anglického trůnu. Hra tedy měla hlavně odkazovat na králův původ a na pozitivní stránky spojení obou zemí.

## Postavy
- Duncan – skotský král
  - Malcolm – jeho nejstarší syn
  - Donalbain – jeho nejmladší syn
- Macbeth – generál v armádě krále Duncana; později skotský král
- Lady Macbeth – Macbethova manželka, skotská královna
- Banquo – Macbethův přítel a generál v armádě krále Duncana
  - Fleance – jeho syn
- Macduff – thén z Fifu 
  - Lady Macduff – jeho žena
  - Macduffův syn
- Seyton – Macbethův sluha
- Hekaté – čarodějnická bohyně
- Tři čarodějnice
- Tři vrazi

## Popis děje

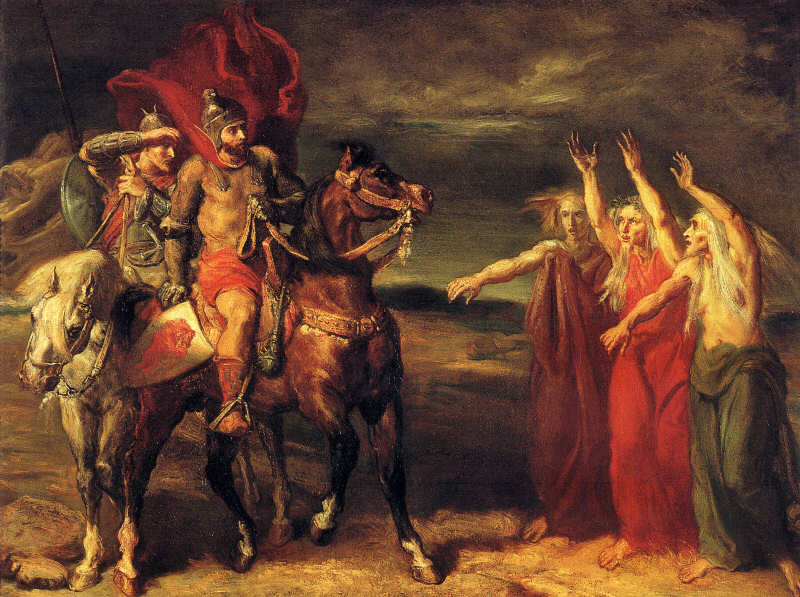
Macbeth a Banquo s čarodějnicemi; Théodore Chassériau

### Setkání s čarodějnicemi
Hned v úvodu je navozena nezvyklá atmosféra příběhu. Ozývá se hrom, blýská se a objeví se tři čarodějnice, které oznámí, že se sejdou na vřesovišti, aby pozdravily Macbetha. Pak stejně tajemně zmizí.

### Bitva
Mezitím se odehrála bitva mezi vojskem skotského krále Duncana a vojáky nespokojených skotských pánů. Povstalce podporuje norský král se svými muži. Duncanův nejstatečnější generál, Macbeth, však nakonec nepřítele poráží. Král se dozví, že jeden z povstaleckých pánů, thén z Cawdoru, byl zajat. Přikazuje, aby byl popraven jako zrádce. Král zároveň odmění Macbetha tím, že mu uděluje titul théna z Cawdoru. Pak posílá své dva šlechtice, Rosse a Anguse, aby Macbetha, jenž se právě vrací z boje, touto zprávou přivítali.

### Macbeth, Banquo a čarodějnice
Macbeth se vrací se svým přítelem Banquem. Na vřesovišti je potkají čarodějnice, které si zatím povídají o svých špatných skutcích. Když je Macbeth a Banquo náhle v mlze spatří, osloví jedna z nich Macbetha jako théna z Cawdoru a předpoví mu, že se stane králem. Banquovi řeknou: „Krále zplodíš, třebas nebudeš králem.“ Poté zmizí. Macbeth i Banquo jsou zmatení.

### Macbeth sní o královském trůnu
V té chvíli přicházejí Ross s Angusem. Oznamují mu, že byl jmenován thénem z Cawdoru – první věštba se tedy vyplnila. A Macbeth začíná uvažovat i o předpovědi druhé. Na okamžik si dokonce představí, že zabije Duncana, ale hned tuto myšlenku zažene. Na Duncanově hradě král Macbetha i Banqua vítá a oznamuje, že jednoho ze svých synů, Malcolma, jmenuje dědicem trůnu. Pak prohlásí, že hodlá navštívit Macbethovo sídlo v Invernessu, což je velká pocta. Macbeth spěchá pryč, aby se připravil na králův příjezd.

### Lady Macbeth připravuje vraždu
Na Macbethově hradě dostala lady Macbeth dopis od svého manžela, kde píše o věštbách čarodějnic. Vzápětí přijíždí posel se zprávou o králově návštěvě, a tak si uvědomuje, že to může být skvělá příležitost, jak se krále zbavit. Své nekalé myšlenky se ale na rozdíl od manžela nesnaží potlačit. Když její muž přijíždí chvíli před králem, říká mu, že již vše připravila. Na druhý den vítá lady Macbeth přátelsky krále Duncana. Macbeth má sice velké pochybnosti a obavy, ale nakonec se podvolí.

### Vražda
Lady Macbeth nasype Duncanovým strážím do nápoje drogu, aby usnuli. Pak připraví pro Macbetha dvě dýky a hlídá před královými komnatami, kam vejde Macbeth. Když Macbeth vysílen vyjde ven, má ruce i dýky od krve. Je zděšen ze svého činu. Vtom někdo buší na bránu hradu. Lady Macbeth sama rychle odnese dýky a pošle Macbetha, aby se převlékl a předstíral, že už spal. Na hrad přijeli dva šlechtici – Lennox a Macduff, které král poslal, aby ho brzy ráno navštívili. Když uvidí zavražděného Duncana, probudí celý dům. Jakmile přiběhne Macbeth, říká, že v návalu hněvu právě zabil předpokládané vrahy – stráže.

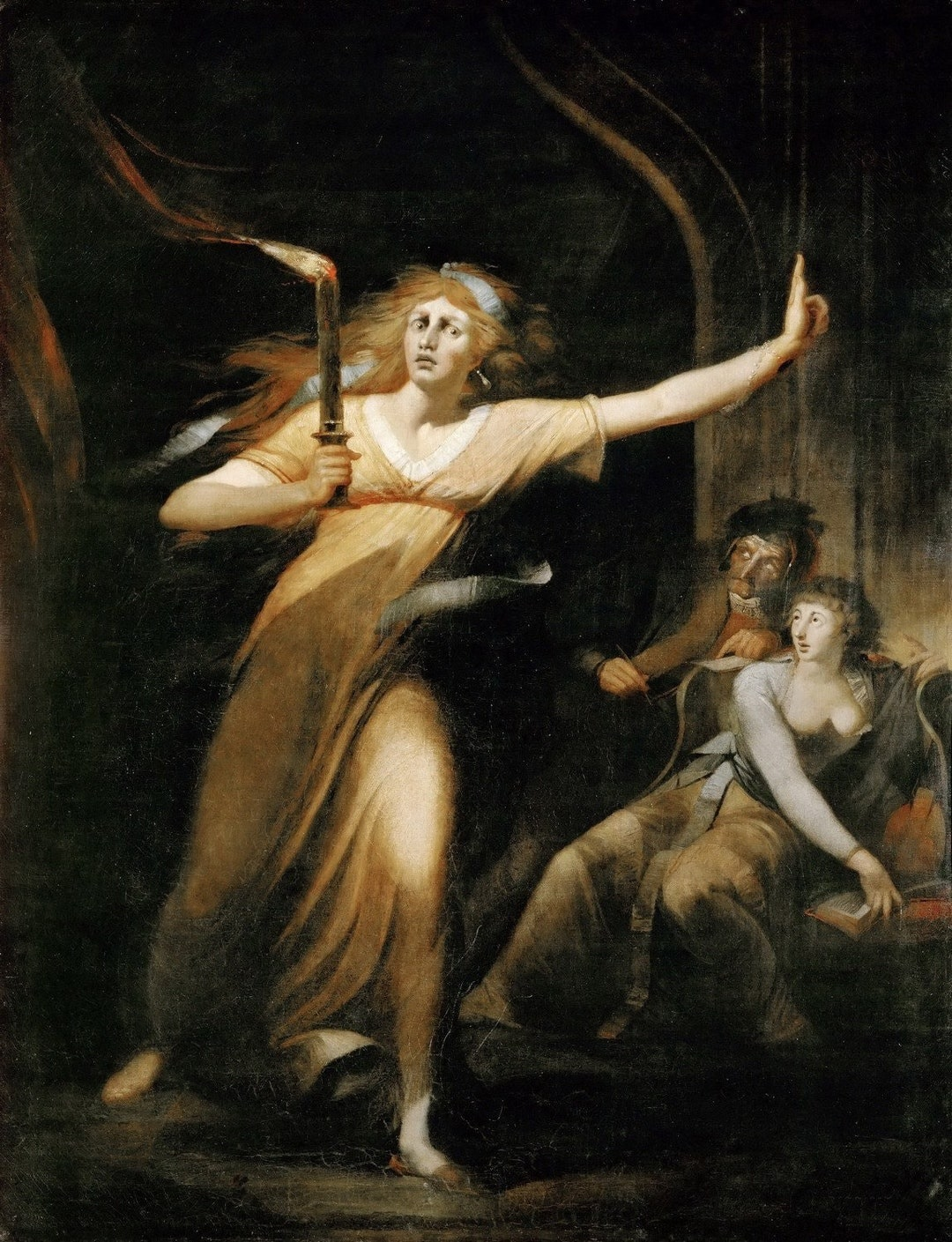
Náměsíčná Lady Macbeth; Henry Fuseli

### Macbeth králem Skotska
Duncanovi synové, Malcolm a Donalbain, se bojí, že po otcově smrti jsou v nebezpečí i oni, a rozhodnou se uprchnout. To ale vyvolá podezření, že byli zapleteni do vraždy, a tak je Macbeth jmenován králem. Nedlouho po korunovaci se rozhodne uspořádat hostinu, kam pozve i Banqua – ten je ovšem přesvědčen o tom, že Duncana zabil právě Macbeth. Macbeth má o Banqua velký zájem, protože čarodějnice předpověděly, že se jeho synové stanou králi. Macbeth si tedy na něj najme na to odpoledne vrahy, o čemž však neřekne své ženě. Banquo je při přepadení opravdu zabit, jeho syn Fleance ale unikne. Na začátku hostiny se král dozvídá o úmrtí Banqua a Fleancově útěku. Vzápětí uvidí Banquova ducha. Vyděsí se a po celou dobu hostiny se chová velmi divně. Rozhodne se, že se musí co nejdříve znovu setkat s čarodějnicemi z vřesoviště.

### Další věštba
Když najde Macbeth čarodějnice v jeskyni, chce, aby mu předpověděly budoucnost. Ony ho varují před Macduffem a řeknou mu, že nikdo „z ženy zrozený“ mu nemůže ublížit. Dodají, že Macbeth nebude poražen, dokud „birnamský les nezteče dunsinanský hrad“. Macbetha to nevystraší, protože les se přece nemůže hýbat. Ptá se ale, zda se Banquovi dědicové stanou králi. Zjeví se mu přízrak osmi panovníků, což znamená, že ano.

### Macbeth se mstí Macduffovi
Macduff se obrátil proti králi a uprchl do Anglie, kde se připojil ke svému bratru. Macbeth se to dozví a mstí se na Macduffově rodině – nechá zavraždit jeho manželku i s jeho dětmi. Macduff se to dozví a chce Macbetha osobně zabít. Lady Macbeth mezitím zešílí při neustálém vzpomínání na vraždu Duncana.

### Bitva a vyplnění věštby
Král se stará o posílení obrany kolem dunsinanského hradu. Většina vojáků se připojila ke druhé straně, on si však je jist, že nemůže být poražen – dokud birnamský les nedojde k Dunsinanu. Zatím se jeho nepřátelé sešli právě v birnamském lese, každý z nich se zamaskoval větvemi. Když se Macbeth připravuje k bitvě, uslyší, že jeho žena spáchala sebevraždu. V tom okamžiku posel hlásí, že se birnamský les pohnul. Malcolm a Macduff
zahájili útok. Macbeth svůj hrad ztratí a v boji s Macduffem, který se narodil předčasně císařským řezem, je zabit. Ve Skotsku je konečně mír a Malcolm je korunován králem.

## Adaptace

### Filmové
- 1948 Macbeth (film, 1948), americký film. Režie: Orson Welles; hrají: Orson Welles, Dan O'Herlihy, Roddy McDowall.
- 1957 Krvavý trůn, japonský film. Příběh je přenesen do feudálního Japonska. Režie: Akira Kurosawa; hrají: Toshirô Mifune, Isuzu Yamada.
- 1971 Macbeth (film, 1971), (The Tragedy of Macbeth) anglický film. Režie: Roman Polański; hrají: Jon Finch,Francesca Annis, Martin Shaw, Terence Bayler.
- 1979 Macbeth (film, 1979), (A Performance of Macbeth) anglický televizní film. Režie: Philip Casson; hrají: Ian McKellen, Judi Dench, Roger Rees, Ian McDiarmid.
- 1981 Macbeth (film, 1981), československý televizní film. Režie: Antonín Dvořák; hrají: Dušan Jamrich, Zdena Studenková, Martin Huba, Vladimír Durdík ml., Mikuláš Huba, Milan Kňažko, Eva Matejková.
- 1982 Macbeth (film, 1982) maďarský televizní film. Režie:Béla Tarr; hrají: György Cserhalmi, Džoko Rosič.
- 2001 Americký Macbeth, (Scotland, PA.) americká komedie. Příběh se odehrává v 70. letech 19. století, částečná parodie původní hry. Režie: Billy Morrissette, hrají: James LeGros, Maura Tierney, Christopher Walken.
- 2005 Macbeth (film, 2005), anglický televizní film. Příběh je přenesen do moderní doby z prostředí restaurací. Režie: Mark Brozel; hrají: James McAvoy, Keeley Hawes.
- 2006 Macbeth (film, 2006), australský thriler. Přeneseno do moderní doby. Režie: Geoffrey Wright; hrají: Sam Worthington, Victoria Hill.
- 2010 Macbeth (film, 2010), anglický televizní film. Příběh je přenesen do 50. let 20. století a připodobňuje Stalinovo Rusko. Režie: Rupert Goold; hrají: Patrick Stewart, Oliver Burch.
- 2015 Macbeth (film, 2015), anglické drama. Režie: Justin Kurzel; hrají: Michael Fassbender, Marion Cotillard

### Literární
Terry Pratchett se nechal inspirovat Shakespearovým Macbethem v knize Soudné sestry (Wyrd Sisters) z roku 1988 (originál), u nás vyšel překlad roku 1995. V rámci projektu Hogarth Shakespeare přepsal Macbetha norský autor Jo Nesbø (vyšlo 2018, česky nakladatelství Práh, 2018). 

### Hudební
- opera Macbeth od Giuseppe Verdiho
- kapela XIII. století má ve svém repertoáru píseň Macbeth.
- balet Macbeth skladatelky Geraldine Muchové, 1965
- český balet Macbeth Václava Riedelbaucha – premiéra 9.11. 1979 v Ústí nad Labem

## Skotská hra
Divadelníci o Macbethovi z pověrčivosti hovoří obvykle jen jako o té skotské hře, jelikož vyslovení jejího názvu údajně přivolá prokletí.